# Physiculus chigodarana
Physiculus chigodarana är en fiskart som beskrevs av Paulin, 1989. Physiculus chigodarana ingår i släktet Physiculus och familjen Moridae. Inga underarter finns listade i Catalogue of Life.